# Kabinett Ruijs de Beerenbrouck II

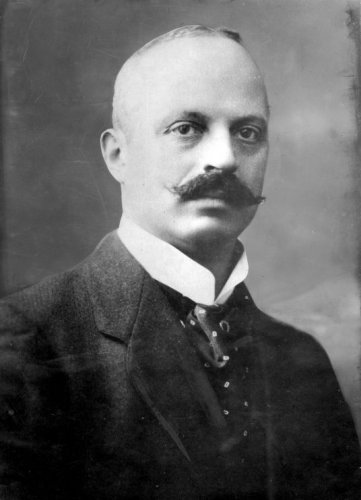
Ministerpräsident Charles Ruijs de Beerenbrouck.

Das Kabinett Ruijs de Beerenbrouck II wurde am 18. September 1922 in den Niederlanden von Ministerpräsident Charles Ruijs de Beerenbrouck gebildet und war eine Fortsetzung des ersten Kabinetts von Ruijs de Beerenbrouck, das weitgehend die gleiche Zusammensetzung hatte. Das Kabinett bestand aus Ministern des katholischen Algemeene Bond van RK-kiesverenigingen (ABRK), der Anti-Revolutionaire Partij (ARP) und der Christelijk-Historische Unie (CHU) sowie drei parteilosen Mitgliedern. Bei den vorhergegangenen Wahlen vom 5. Juli 1922 hatte der ABRK 32, die ARP 16 und die CHU elf Sitze erhalten und verfügte damit über eine absolute Mehrheit von 59 der 100 Sitze in der Zweiten Kammer der Generalstaaten.
Ab 1923 war das Kabinett mit einer wirtschaftlichen Rezession konfrontiert, die Kürzungen und Steuererhöhungen erforderlich machte. Der Finanzminister Hendrikus Colijn, der 1923 die Nachfolge von Dirk Jan de Geer antrat, führte diese Kürzungen energisch durch. 1923 kam es aufgrund der Ablehnung eines Gesetzentwurfs zur Erweiterung der Marineflotte zu einer zwischenzeitlichen Krise. Da kein neues Kabinett gebildet werden konnte, blieb das Kabinett im Amt. Das Kabinett trat am 1. Juli 1925, dem Wahltag, zurück. Bei den Wahlen errangen die Regierungsparteien Roomsch-Katholieke Staatspartij (RKSP), Nachfolgerin des ABRK 30, ARP 13 und CHU elf Sitze und damit weiterhin eine absolute Mehrheit, wenngleich nur noch 54 der 100 Sitze in der Zweiten Kammer. Das nachfolgende erste Kabinett Colijn trat sein Amt am 4. August 1925 an.

## Bildung des Kabinetts
Nach den erfolgreichen Wahlen der Regierungsparteien am 5. Juli 1922 entschied das Kabinett weiterhin im Amt zu bleiben. Königin Wilhelmina wollte dies jedoch nicht ohne Weiteres zulassen und konsultierte Berater. Auf Anraten von Staatsminister Alexander de Savornin Lohman teilte Ruijs de Beerenbrouck mit, dass die Entscheidung, im Amt zu bleiben, vollständig auf Kosten des Kabinetts gehe. Als sich später herausstellte, dass die Vorsitzenden von ARP und CHU geraten hatten, das Kabinett nicht ohne Weiteres im Amt zu lassen, beschlossen alle Minister am 18. Juli 1922, ihre Ressorts doch zur Verfügung zu stellen. 
Finanzminister Dirk Jan de Geer von der CHU wurde daraufhin am 19. Juli 1922 gefragt, ob er als „Formateur“ erfolgreich sein könne. Nachdem sich herausstellte, dass der ABRK an Ruijs de Beerenbrouck als „Formateur“ festhielt, erteilte die Königin dem scheidenden Ministerpräsidenten am 22. Juli 1922 den Auftrag zur Regierungsbildung. In relativ kurzer Zeit gelang es Ruijs de Beerenbrouck, ein Kabinett zu bilden, das weitgehend aus denselben Ministern bestand wie das erste Kabinett Ruijs de Beerenbrouck. In Absprache mit den rechten Fraktionen wurden Vereinbarungen getroffen, insbesondere über die Kürzungen. Außerdem wurden Vereinbarungen über die Gesandtschaft beim Papst und über das Flottengesetz (Vlootwet) getroffen.

## Verzögerte Vereidigung durch die Königin

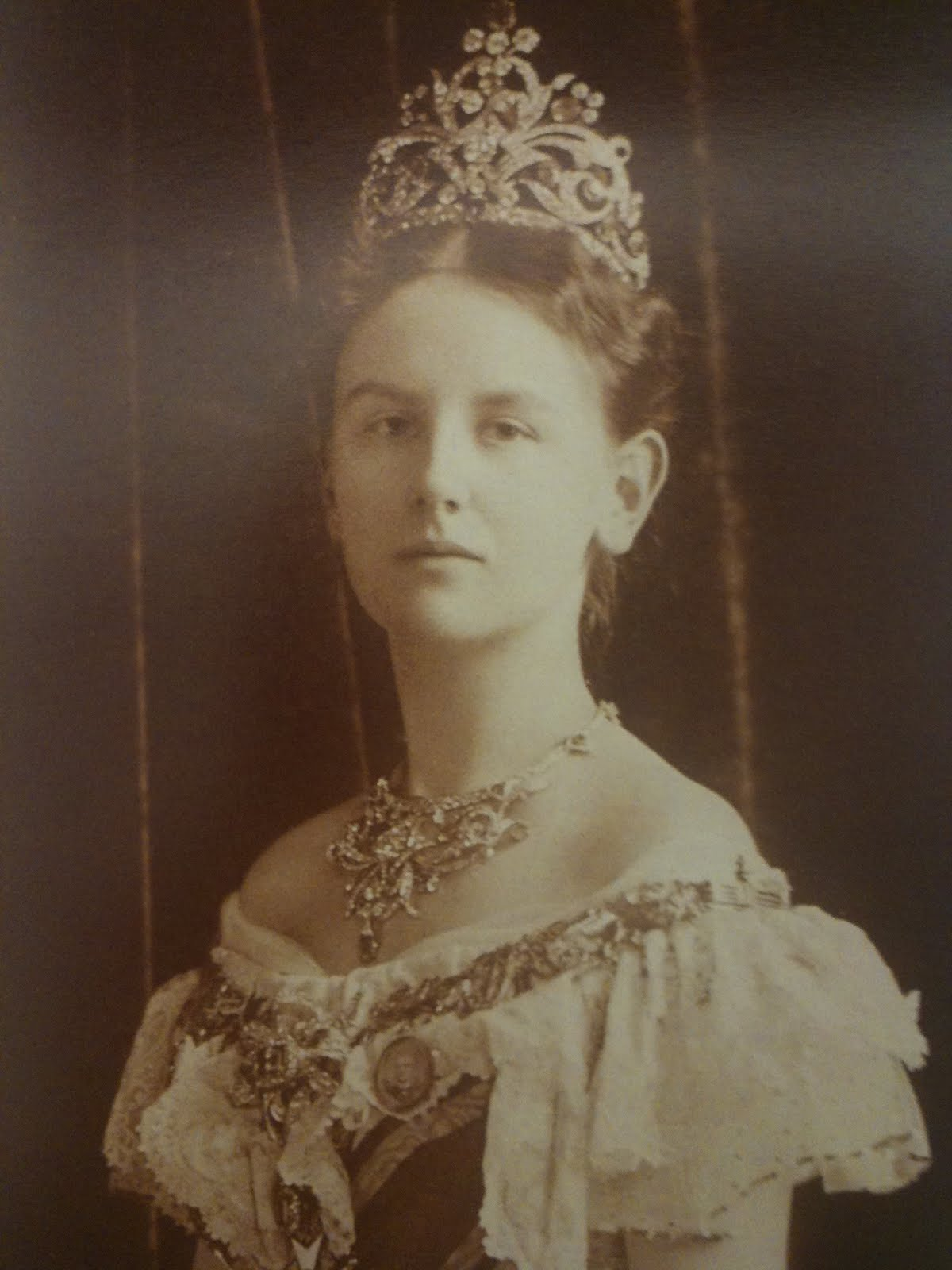
Königin Wilhelmina vereidigte das Kabinett wegen einer Reise in die skandinavischen Länder erst drei Tage nach Amtsantritt.

Das Kabinett trat sein Amt am 18. September 1922 an, aber die Minister – einschließlich der zurückgetretenen und später wiederernannten – wurden alle erst am 21. September 1922 von der Königin vereidigt. Die Königin war bis zu diesem Tag und damit auch am „Prinsjesdag“ wegen einer Reise in die skandinavischen Länder abwesend. Mit der ungewöhnlichen Entlassung wollte die Königin betonen, dass es sich um ein neues Kabinett und nicht um eine Fortsetzung des ersten Kabinetts Ruijs de Beerenbrouck handelte. Bei der Eröffnung der Sitzung der Generalstaaten waren mit dem Minister für Wasserwirtschaft Gerardus Jacobus van Swaaij und Marineminister Evert Pieter Westerveld zwei ernannte, aber nie vereidigte Minister anwesend. Zentrale Figur im Kabinett war ab August 1923 Finanzminister Colijn, der unter anderem umfangreiche Kürzungen durchführte und eine Fahrradsteuer einführte, das sogenannte rijwielplaatje.

## Übergangskrise 1923

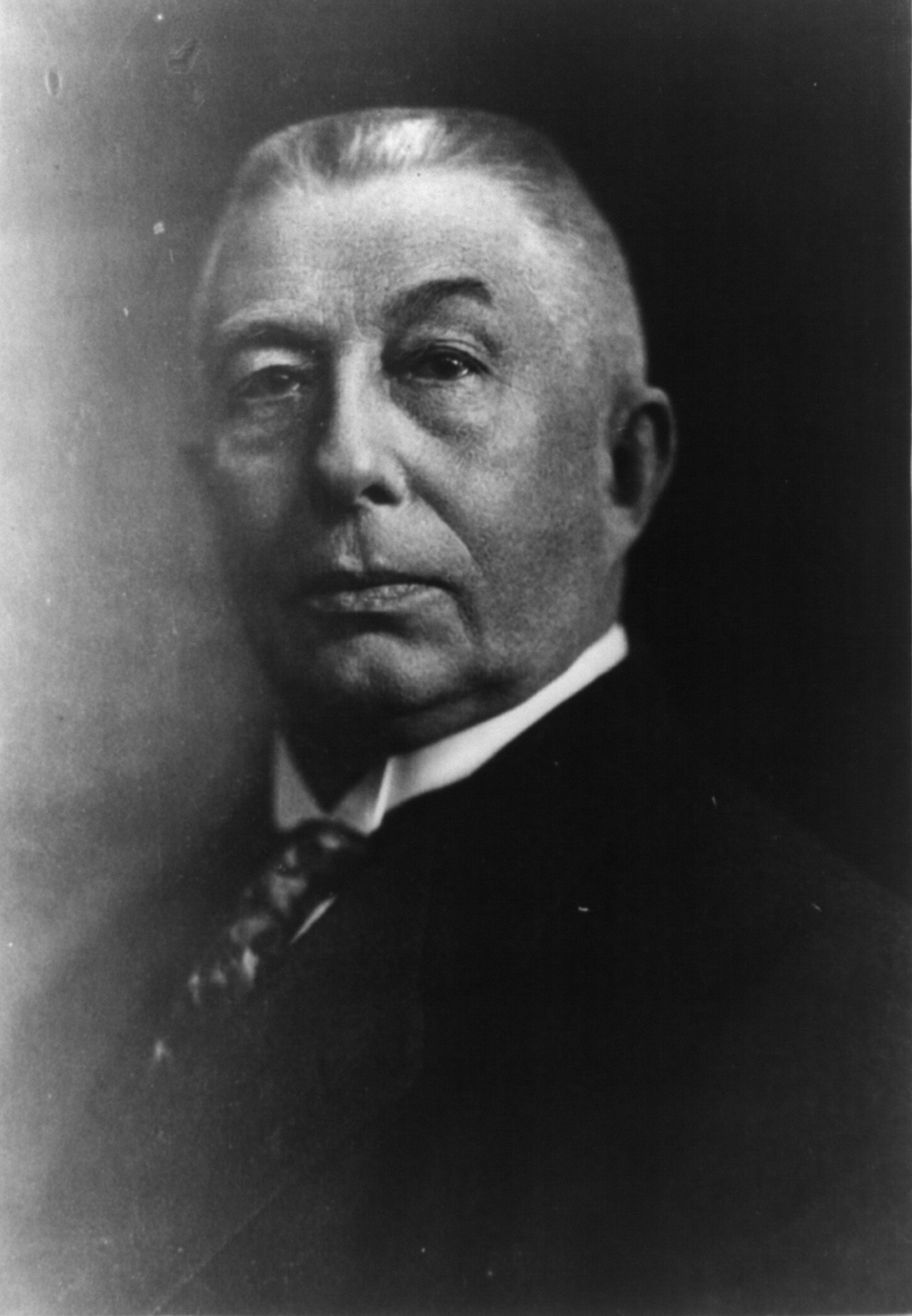
Der spätere Ministerpräsident Hendrikus Colijn trat 1923 als Finanzminister in die Regierung ein.

Am 26. Oktober 1923 reichte das Kabinett nach der Ablehnung des Entwurfs des Flottengesetzes in der Zweiten Kammer seinen Rücktritt ein. Dieses Gesetz sah den Bau einer Flotte zur Verteidigung Niederländisch-Ostindiens in sechs Jahren vor.
Dagegen regte sich gesellschaftlicher Widerstand, in dessen Folge die sozialdemokratische Sociaal Democratische Arbeiders Partij (SDAP) und der Gewerkschaftsdachverband Nederlands Verbond van Vakverenigingen (NVV) eine Petition organisierten. In der Zweiten Kammer stimmten zehn Katholiken mit der Opposition gegen den Vorschlag, was dazu führte, dass er mit 50 zu 49 Stimmen abgelehnt wurde.
Der Vorsitzende der Zweiten Kammer Dionysius Koolen und dann der Diplomat und Beamte Frans Beelaerts van Blokland sahen Formationsversuche scheitern. Anschließend wurde zunächst eine Abtretung an Colijn und Ruijs de Beerenbrouck erwogen, doch dann erteilte die Königin den drei Regierungsparteien aus eigener Initiative einen gemeinsamen Bildungsauftrag. Die Gespräche zwischen den drei Fraktionen scheiterten jedoch. Auch ein geheimer Auftrag an Außenminister Herman Adriaan van Karnebeek blieb erfolglos.
Die Ablehnung des Flottengesetzes wurde dann „als Tatsache hingenommen“. Am 7. Januar 1924 gab die Königin dem Rücktrittsgesuch nicht statt und das Kabinett blieb unverändert. Ruijs gab am 15. Januar 1924 eine Regierungserklärung ab, in der er erklärte, dass es nicht länger verantwortlich sei, den Konflikt hinziehen zu lassen. Ein Antrag des Sozialdemokraten Pieter Jelles Troelstra, der die sofortige Auflösung der Zweiten Kammer forderte, wurde mit 66 zu 19 Stimmen abgelehnt.
Die auch als Flottengesetzkrise (Vlootwetcrisis) bekannte Übergangskrise hatte damit 73 Tage gedauert.

## Gesetzgebung
Die wichtigsten Gesetze des Kabinetts waren:

### Dienstverweigerungsgesetz (Dienstweigeringswet, 1923)
Dies erlaubte die Verweigerung des Dienstes aus religiösen Gründen. Stattdessen musste ein zusätzliches Dienstjahr abgeleistet werden.

### Neues Wahlsystem für die Erste Kammer (1923)
Fortan wurde die Erste Kammer der Generalstaaten nach dem Verhältniswahlrecht von vier Provinzgruppen gewählt. Die Amtszeit betrug sechs Jahre, zwei Gruppen wählten alle drei Jahre die Hälfte der Mitglieder.

### Strafprozessordnung (Wetboek van Strafvordering, 1925)
Durch die Einführung einer neuen Strafprozessordnung wurde das Strafverfahren neu geregelt.

### Die sogenannten „Psychopathengesetze“ (Psychopatenwetten, 1925)
Diese Gesetze regelten die Bestrafung von Personen, die zum Zeitpunkt der Begehung einer Straftat Entwicklungsstörungen oder krankhafte Störungen der geistigen Entwicklung aufwiesen. Es wurde zwischen Wahnsinn und vermindertem Wahnsinn unterschieden. Bei Wahnsinnsvermutung war es möglich, der Regierung zur Verfügung gestellt zu werden, woraufhin eine Zwangsbehandlung in einer staatlichen Anstalt folgte.

### Staatsorganisationsgesetz für Niederländisch-Indien (Wet op de Indische Staatsinrichting, 1925)
Dieses Gesetz ersetzte die Regierungsverordnung von 1854. Das Gesetz erhöhte die Zahl der Mitglieder des Volksrates (Volksraad), wobei die Europäer jedoch vorerst in der Mehrheit blieben. Für die tagtägliche Gesetzgebungsarbeit wurde mit dem College van Gedelegeerden ein Delegiertenrat des Volksrates eingerichtet.

## Mitglieder des Kabinetts und Regierungsumbildungen

### Mitglieder des Kabinetts
Dem Kabinett gehörten folgende Personen an:
| Amt                                               | Amtsinhaber                       | Partei                               | Beginn der Amtszeit                | Ende der Amtszeit              |
| ------------------------------------------------- | --------------------------------- | ------------------------------------ | ---------------------------------- | ------------------------------ |
| Ministerpräsident                                 | Charles Ruijs de Beerenbrouck     | ABRK                                 | 18. September 1922                 | 4. August 1925                 |
| Außenminister                                     | Herman Adriaan van Karnebeek      | Parteiloser Liberaler                | 18. September 1922                 | 4. August 1925                 |
| Justizminister                                    | Theo Heemskerk                    | ARP                                  | 18. September 1922                 | 4. August 1925                 |
| Innenminister                                     | Charles Ruijs de Beerenbrouck     | ABRK                                 | 18. September 1922                 | 1. Januar 1923                 |
| Innenminister und Landwirtschaftsminister         | Charles Ruijs de Beerenbrouck     | ABRK                                 | 1. Januar 1923                     | 4. August 1925                 |
| Minister für Unterricht, Kunst und Wissenschaften | Johannes Theodoor de Visser       | CHU                                  | 18. September 1922                 | 4. August 1925                 |
| Finanzminister                                    | Dirk Jan de Geer Hendrikus Colijn | CHU ARP                              | 18. September 1922 11. August 1923 | 11. August 1923 4. August 1923 |
| Kriegsminister                                    | Jannes Johannes Cornelis van Dijk | ARP                                  | 18. September 1922                 | 4. August 1925                 |
| Marineminister                                    | Evert Pieter Westerveld           | Parteiloser Liberaler                | 18. September 1922                 | 4. August 1925                 |
| Minister für Wasserwirtschaft                     | Gerardus Jacobus van Swaaij       | ABRK                                 | 18. September 1922                 | 4. August 1925                 |
| Arbeitsminister                                   | Piet Aalberse                     | ABRK                                 | 18. September 1922                 | 1. Januar 1923                 |
| Minister für Landwirtschaft, Handel und Industrie | Charles Ruijs de Beerenbrouck     | ABRK                                 | 18. September 1922                 | 1. Januar 1923                 |
| Minister für Arbeit, Handel und Industrie         | Piet Aalberse                     | ABRK                                 | 1. Januar 1923                     | 4. August 1925                 |
| Kolonialminister                                  | Simon de Graaff                   | Parteiloser konservativer Protestant | 18. September 1922                 | 4. August 1925                 |

### Regierungsumbildungen
Zur Überraschung der Außenwelt trat De Geer im Sommer 1923 als Finanzminister zurück. Er war mit dem Entwurf des Flottengesetzes nicht einverstanden und hatte Vorbehalte gegen die Regierungsbildung geäußert. De Geer teilte die Ansicht von Leonardus Trip, einem Spitzenbeamten des Finanzministeriums, der die finanziellen Folgen für zu groß hielt. Dafür müsse im Haushalt länger Geld bereitgestellt werden, was De Geer für unverantwortlich halte. Sein Nachfolger wurde ARP-Führer Colijn, der 1922 nach einer Karriere bei der zu Shell gehörenden Koninklijke Bataafsche Petroleummaatschappij in die Zweite Kammer zurückkehrte.